# Fuero de Guadalajara de 1133
El fuero de Guadalajara, comúnmente llamado fuero corto, es el estatuto jurídico aplicable en comunidad de villa y tierra de Guadalajara (actual España) para regular la vida de su comunidad, estableciendo un conjunto de normas, derechos y privilegios, otorgado por Alfonso VII de León el 3 de mayo de 1133.
Concedía a Guadalajara un alfoz con unas cincuenta aldeas divididas en dos sexmas, la del Campo, en la margen derecha del río Henares, y la de la Alcarria, en la margen izquierda. El fuero de 1133 sirve en la presura para atraer a distintas familias nobiliarias, procedentes sobre todo del norte de España, como los Mendoza, los Cerda, los Guzmán, los Álvarez de Toledo o los Téllez Girón. Desde entonces serían muchos los intentos de estas familias de convertir la tierra de realengo de Guadalajara en un señorío nobiliario, aunque con pocos frutos en un principio.

## Detalles
Alfonso VII de León, para favorecer el desarrollo de la villa y su tierra, concedió fuero a Guadalajara, el 3 de mayo de 1133. Del análisis de su texto se desprende que la medida buscaba atraer nuevos pobladores a la comarca, pues tras asegurar casas y heredades a los que ya eran pobladores de la villa y sus aldeas, se daban especiales ventajas a los que vinieran a repoblar la localidad desde Castilla, León y otras partes, limitando sólo a un año el tiempo de residencia de los nuevos vecinos para poder vender sus heredades.
No sólo la estancia exigida en la población para disponer de los bienes recibidos era más corta que en otros lugares, sino que se permitía a caballeros y peones conservar las propiedades en caso de ausencia si dejasen en su puesto a quienes prestasen por ellos el servicio militar. No faltaban tampoco disposiciones referidas a la exención del pago de determinados impuestos como el portazgo y el montazgo y otras de fomento del comercio, así como las que regulaban la situación de los mozárabes, mudéjares y judíos en condiciones también favorables.
Estas medidas pronto dieron sus frutos y Guadalajara se fue convirtiendo a lo largo de la segunda mitad del siglo XII en una de las principales villas del Reino de Castilla. Su caserío aparece organizado en casi una docena de barrios o «collaciones», número parecido al de Madrid o Talavera, correspondiendo los nombres asignados a sus parroquias al uso de la primera etapa de presura castellana: Santa María, San Julián, Santiago, San Andrés, San Miguel, San Ginés, San Esteban, San Nicolás o San Bartolomé.
El fuero de 1133 fijaba también definitivamente los límites del alfoz dependiente de la villa. Era un amplio término que superaba los mil kilómetros cuadrados en los que, junto a las pocas aldeas preexistentes como Taracena, Camarena, Lupiana, Loranca de Tajuña, Iriépal, Irueste, Alcolea de Torote, Alovera, Azuqueca de Henares, Benalaque o Albolleque, se documentan casi medio centenar de nuevos asentamientos que fueron surgiendo en el proceso repoblador a lo largo de la segunda mitad del siglo XII y primeras décadas del XIII como Fuentelviejo, Valdeflores, Valdeavellano, Valfermoso de Tajuña, El Fresno, Tomellosa o La Celada, entre otros.